# Егмонд-Біннен
Егмонд-Біннен (нід. Egmond-Binnen, нід. вимова: [ˌɛxmɔndˈbɪnə(n)]) — село в нідерландській провінції Північна Голландія на узбережжі Північного моря. Входить до муніципалітету Берген.
Його площа становить 10,52 км², а населення станом на 2021 рік складало 2 515 осіб.
Перша згадка про населений пункт датується 922 роком.
Раніше мало статус окремого муніципалітету.

## Галерея

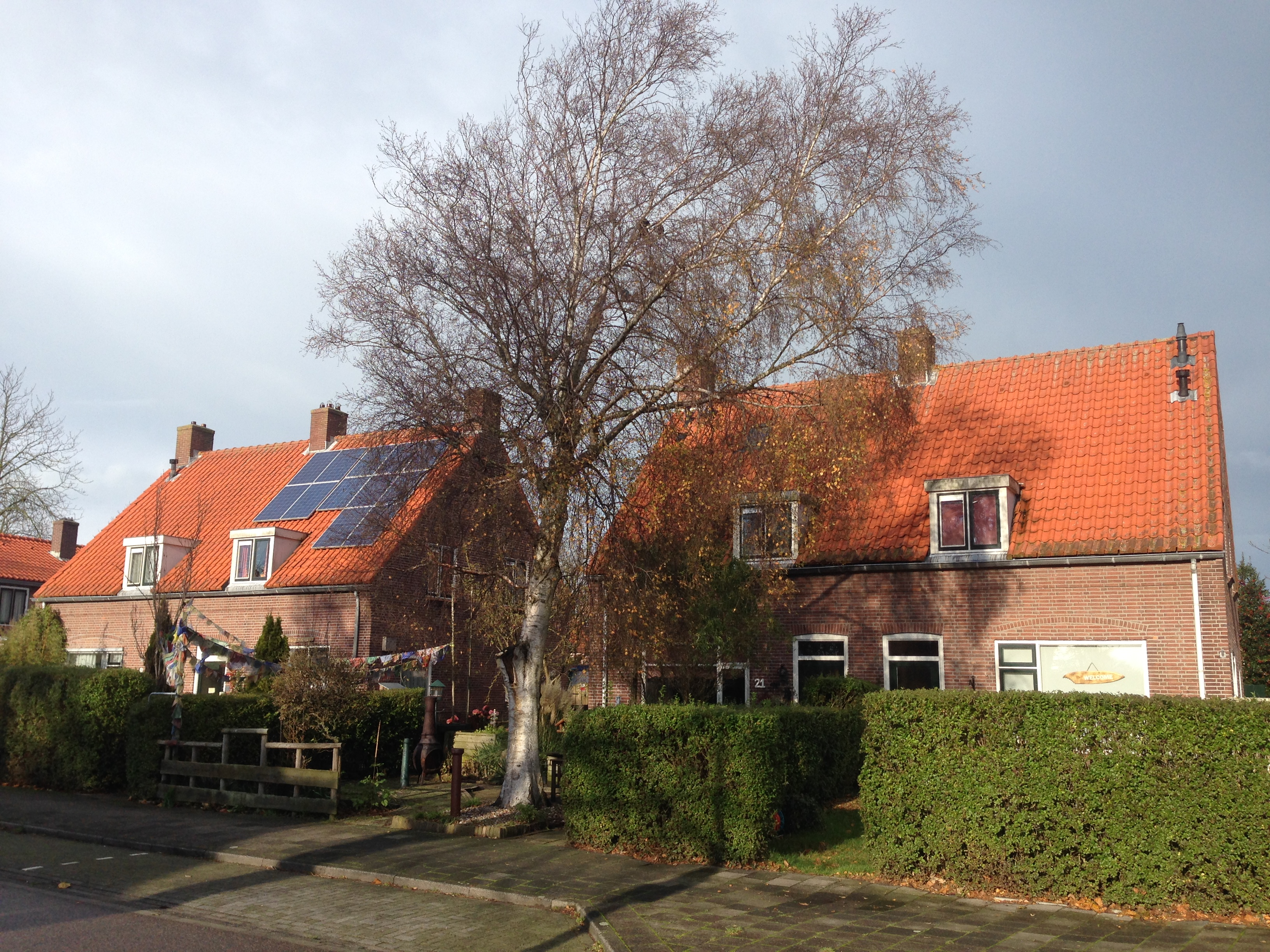
Забудова у селі
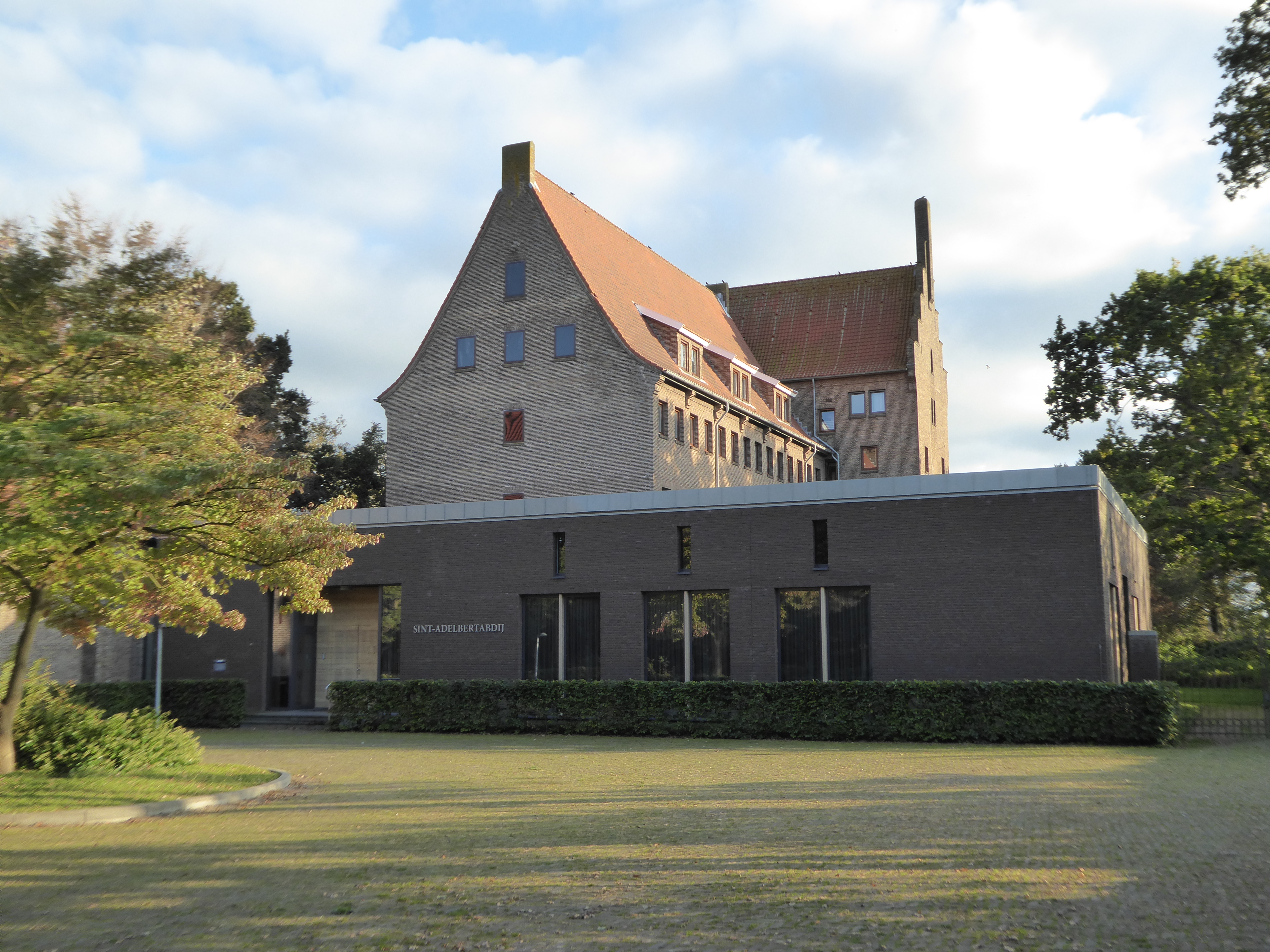
Нова будівля абатства
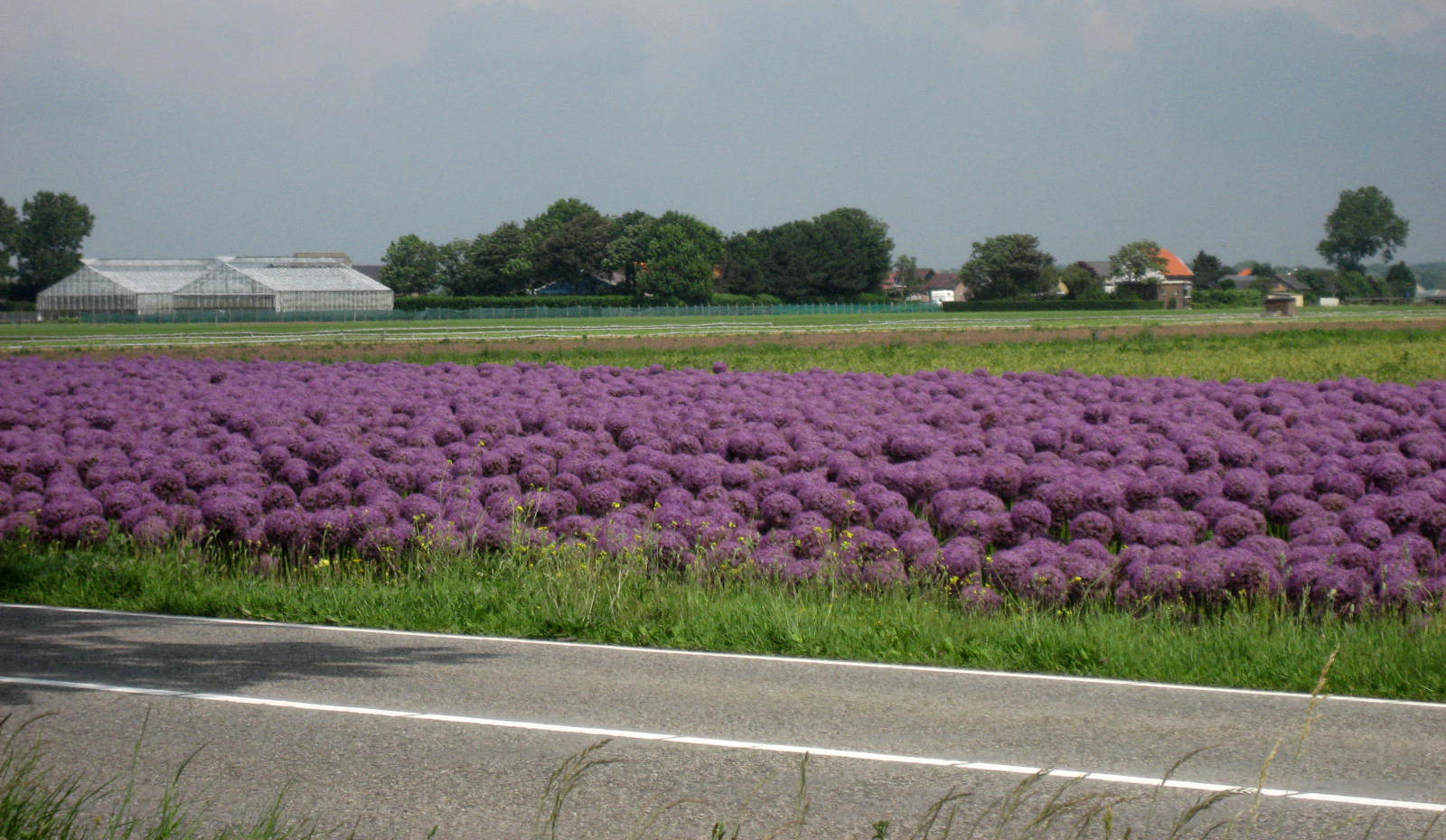
Квіткове поле поблизу села